# Kanton Chauffailles
Chauffailles is een kanton van het Franse departement Saône-et-Loire. Het kanton maakt deel uit van het arrondissement Charolles.

## Gemeenten
Het kanton Chauffailles omvatte tot 2014 de volgende 11 gemeenten:
- Anglure-sous-Dun
- Chassigny-sous-Dun
- Châteauneuf
- Chauffailles (hoofdplaats)
- Coublanc
- Mussy-sous-Dun
- Saint-Edmond
- Saint-Igny-de-Roche
- Saint-Martin-de-Lixy
- Saint-Maurice-lès-Châteauneuf
- Tancon

Na de herindeling van de kantons bij decreet van 18 februari 2014, met uitwerking op 22 maart 2015 werd het kanton uitgebreid met volgende 28 gemeenten:
- Amanzé
- Baudemont
- Bois-Sainte-Marie
- Briant
- La Chapelle-sous-Dun
- Châtenay
- La Clayette
- Curbigny
- Fleury-la-Montagne
- Gibles
- Iguerande
- Ligny-en-Brionnais
- Mailly
- Oyé
- Saint-Bonnet-de-Cray
- Saint-Christophe-en-Brionnais
- Saint-Didier-en-Brionnais
- Saint-Julien-de-Jonzy
- Saint-Laurent-en-Brionnais
- Saint-Racho
- Saint-Symphorien-des-Bois
- Sainte-Foy
- Sarry
- Semur-en-Brionnais
- Vareilles
- Varenne-l'Arconce
- Varennes-sous-Dun
- Vauban